# La estación seca
La estación seca es el tercer y último disco que llegó a publicar la banda de rock española Buenas Noches Rose.
El disco fue publicado en 1999 tras un momento muy complicado para la formación ya que poco antes había abandonado la misma su hasta entonces líder Jordi Piñol "Skywalker" y además su discográfica BMG Ariola había rescindido el contrato que les vinculaba unilateralmente.
El trabajo fue íntegramente financiado por los integrantes de la banda y editado por el sello Arte-Bella y se produjeron 2500 copias del mismo que junto a una serie de conciertos permitieron a los integrantes del grupo recuperar justo la inversión realizada y dar por terminada la trayectoria del grupo sin deudas económicas derivadas del mismo.

## Lista de canciones
1. Miss Cafeína
2. La tienda de muñecas
3. La estación seca
4. Mujer Vudú
5. Quien andas buscando
6. Deseando amor
7. Dame más
8. Porcelana
9. M
10. Maquillaje
11. La carretera
12. El último baile